# Людвінув (Ленчинський повіт)
Людвінув (пол. Ludwinów) — село в Польщі, у гміні Циців Ленчинського повіту Люблінського воєводства.
Населення — 274 особи (2011).
У 1975-1998 роках село належало до Холмського воєводства.

## Демографія
Демографічна структура станом на 31 березня 2011 року:
|          | Загалом | Допрацездатний вік | Працездатний вік | Постпрацездатний вік |
| -------- | ------- | ------------------ | ---------------- | -------------------- |
| Чоловіки | 139     | 30                 | 97               | 12                   |
| Жінки    | 135     | 30                 | 78               | 27                   |
| Разом    | 274     | 60                 | 175              | 39                   |